# Walldorf
Walldorf (pronunciación en alemán: /ˈvalˌdɔʁf/ (escucharⓘ)) es una ciudad alemana ubicada a 10 km al sur de Heidelberg en el Distrito de Rin-Neckar, en el estado federal de Baden-Wurtemberg. Junto con la ciudad vecina de Wiesloch, forma un centro en la Región metropolitana Rhein-Neckar con un área de influencia de alrededor de 60 000 personas.
Walldorf es conocido a nivel nacional debido a la sede de la compañía de software SAP y al cruce de la autopista Walldorf.
Gracias al emigrante alemán originario de Walldorf, John Jacob Astor, la ciudad es el nombre indirecto de los Hoteles Waldorf Astoria y la Ensalada Waldorf, así como la Fábrica de Cigarrillos Waldorf Astoria y las Escuelas Waldorf.

## Historia
Walldorf fue mencionado por primera vez en un documento el 20 de octubre de 770 como una donación a la Abadía de Lorsch en el Códice de Lorsch como Waltdorf. En 1230, el conde Palatino recibió a Walldorf como feudo. Durante la guerra de los campesinos alemanes y la guerra de los Treinta Años, Walldorf se convirtió en escenario de batallas y saqueos. Incluso fue completamente destruido en la guerra de Sucesión del Palatinado en 1689 y solo se reasentó unos años más tarde. Como en todo electorado del Palatinado en ese momento, principalmente nuevos colonos o refugiados de fe vinieron de Suiza, incluida la familia Astor.
En 1803, Walldorf pasó a formar parter del Electorado de Baden, de donde surgió el Gran Ducado de Baden en 1806 tras la instauración de la Confederación del Rin. Con la construcción del ferrocarril del valle del Rin de Mannheim a Karlsruhe en 1843, la ciudad experimentó un auge económico en el siglo XIX. El 2 de septiembre de 1901, el Gran Duque Federico I de Baden otorgó los derechos de la ciudad.
Después de la Segunda Guerra Mundial, alrededor de 1000 desplazados se establecieron en 1946. En la década de 1950, se designó inicialmente un área industrial de 85 hectáreas, en la que, comenzando con la planta de moldeo por inyección Paul Breitfeld, se establecieron alrededor de 70 empresas hasta 1969, incluidas las imprentas de Heidelberg. En la década de 1970, la entonces aspirante compañía de software SAP también se estableció en Walldorf.

## Economía
Walldorf fue un pueblo agrícola hasta finales del siglo XIX. Se cultivaron lúpulos, tabaco y también espárragos. Luego, el carácter del lugar cambió lentamente a un lugar de comercio de productos agrícolas. Sin embargo, el espárrago todavía se cultiva hoy y es comercializado directamente por muchos productores de espárragos.
Hoy hay tantos empleos como residentes en Walldorf, es decir, más de 14 500. Esto hace de la ciudad un imán para toda el área circundante. Las industrias más importantes son la tecnología de la información (SAP), la industria de la impresión (Heidelberger Druckmaschinen), artículos de decoración (IKEA), pinturas y barnices, tecnología de lubricantes, construcción, proveedores de servicios y suministros musicales (session GmbH).
El mayor empleador de la ciudad es la compañía internacional de software SAP, que tiene su sede aquí. Otro gran empleador es Heidelberger Druckmaschinen AG ("Heideldruck"), que se encuentra en el área industrial de Walldorf / Wiesloch con su planta Wiesloch y más de 5.600 empleados. Hay una sucursal de IKEA directamente en la A 5. El entorno de la empresa Walldorf se caracteriza por el software, el hardware y la ingeniería mecánica.

## Cultura
En Walldorf se mezclan sus ancianas calles con un sector que es sede de numerosas empresas de alta tecnología. Tal es el caso de la empresa de software SAP.
Astorhaus
Cuando murió en 1848, John Jacob Astor dejó su hogar en Walldorf como donación a los pobres. La Casa Astor fue construida en 1854 y sirvió como orfanato hasta 1936. Desde 1937 la casa fue utilizada por el Servicio de Trabajo del Reich, después de 1945 fue ocupada por familias pobres y numerosas. Hasta 1972, parte de la escuela primaria (primera y segunda clase) se encontraba aquí, después de lo cual el edificio se utilizaba como museo con un área de exposición de 400 m². La sala Kurpfalz del museo ha servido como sala de bodas de la ciudad desde la década de 1990. La guardería escolar se encuentra en el ala oeste de la Casa Astor.

## Deporte
Walldorf fue anfitrión de la Copa Mundial de Fútbol de 2006 ya que brindó hospedaje a la Selección nacional de Costa Rica del 9 al 21 de junio de ese año.